# 1. slovenská fotbalová liga 1993/1994
1. slovenská fotbalová liga v sezóně 1993/94 byl v pořadí první ročník nejvyšší samostatné fotbalové ligové soutěže na Slovensku. Pravidelně ji pořádá Slovenský fotbalový svaz. Soutěž byla rozdělena na skupinu o vítězství a skupinu o záchranu.

## Tabulka

### Skupina o vítězství
|   | Mužstvo                     | Z  | V  | R  | P  | Branky vstřelené | Branky inkasované | Body |
| - | --------------------------- | -- | -- | -- | -- | ---------------- | ----------------- | ---- |
| 1 | ŠK Slovan Bratislava        | 32 | 20 | 10 | 2  | 63               | 28                | 50   |
| 2 | FK Inter Bratislava         | 32 | 18 | 4  | 10 | 65               | 45                | 40   |
| 3 | FC DAC 1904 Dunajská Streda | 32 | 13 | 10 | 9  | 62               | 47                | 36   |
| 4 | 1. FC Tatran Prešov         | 32 | 10 | 14 | 8  | 47               | 43                | 34   |
| 5 | MŠK Žilina                  | 32 | 11 | 11 | 10 | 50               | 42                | 33   |
| 6 | 1. FC Košice                | 32 | 8  | 11 | 13 | 35               | 54                | 27   |

### Skupina o záchranu
|    | Mužstvo                  | Z  | V  | R  | P  | Branky vstřelené | Branky inkasované | Body |
| -- | ------------------------ | -- | -- | -- | -- | ---------------- | ----------------- | ---- |
| 7  | FC Spartak Trnava        | 32 | 8  | 12 | 12 | 25               | 32                | 28   |
| 8  | FC Lokomotíva Košice     | 32 | 7  | 14 | 11 | 30               | 47                | 28   |
| 9  | FK Dukla Banská Bystrica | 32 | 9  | 9  | 14 | 31               | 43                | 27   |
| 10 | FC Chemlon Humenné       | 32 | 7  | 13 | 12 | 31               | 43                | 27   |
| 11 | Baník Prievidza          | 32 | 9  | 9  | 14 | 34               | 42                | 27   |
| 12 | FC Nitra                 | 32 | 12 | 3  | 17 | 39               | 46                | 27   |

## Tabulka střelců
| Místo | Hráč             | Branky | Klub                        |
| ----- | ---------------- | ------ | --------------------------- |
| 1.    | Pavol Diňa       | 19     | FC DAC 1904 Dunajská Streda |
| 2.    | Martin Obšitník  | 14     | Inter Bratislava            |
| 2.    | Mikuláš Radványi | 14     | FC DAC 1904 Dunajská Streda |
| 4.    | Ľuboš Zuziak     | 13     | MŠK Žilina                  |
| 5.    | Ivan Šefčík      | 13     | MŠK Žilina                  |

## Vítěz
| Mars superliga 1993/94 ŠK Slovan Bratislava (1. titul) |

## Soupiska mistra
Alexander Vencel ml. (31/0),
Juraj Kakaš (2/0) –
Ľubomír Faktor (11/6),
Pavol Gostič (28/9),
Zsolt Hornyák (2/0),
Miroslav Chvíla (28/1),
Erik Chytil (2/0),
Martin Karnas (4/0),
Vladimír Kinder (31/3),
Boris Kitka (1/0),
František Klinovský (10/1),
Ondrej Krištofík (18/1),
Ľudovít Lancz (28/0),
Štefan Maixner (17/3),
Peter Masarovič (5/1),
Alexander Mészáros (1/0),
Fabio Nigro (29/12),
Ladislav Pecko (24/2),
Leonardo Ricatti (1/0),
Miloš Soboňa (1/0),
Milan Strelec (2/0),
Tomáš Stúpala (29/0),
Jaroslav Timko (27/10),
Dušan Tittel (31/10),
Róbert Tomaschek (30/1),
Marián Zeman (18/2) + 1 vlastní gól –
trenér Dušan Galis, asistenti Jozef Valovič a Alexander Vencel st.